# Tropidopsiomorpha tropica
Tropidopsiomorpha tropica är en tvåvingeart som beskrevs av Townsend 1927. Tropidopsiomorpha tropica ingår i släktet Tropidopsiomorpha och familjen parasitflugor. Inga underarter finns listade i Catalogue of Life.